# Djiboutiaans voetbalelftal (mannen)
Het Djiboutiaans voetbalelftal is een team van voetballers dat Djibouti vertegenwoordigt bij internationale wedstrijden zoals CECAFA Cup en de kwalificatiewedstrijden voor het WK en de Afrika Cup.
De Fédération Djiboutienne de Football werd in 1979 opgericht en is aangesloten bij de CECAFA, de CAF en de FIFA (sinds 1994). Het Djiboutiaans voetbalelftal behaalde in december 1994 en januari 1995 met de 169e plaats de hoogste positie op de FIFA-wereldranglijst, in april 2015 werd met de 207e plaats de laagste positie bereikt. Die positie hield het; in juni 2015 stonden van alle landen ter wereld alleen de Cookeilanden (208) en Anguilla (209) lager genoteerd.

## Deelnames aan internationale toernooien

### Wereldkampioenschap
| Wereldkampioenschap voetbal overzicht | Wereldkampioenschap voetbal overzicht | Wereldkampioenschap voetbal overzicht | Wereldkampioenschap voetbal overzicht | Wereldkampioenschap voetbal overzicht | Wereldkampioenschap voetbal overzicht | Wereldkampioenschap voetbal overzicht | Wereldkampioenschap voetbal overzicht | Wereldkampioenschap voetbal overzicht |
| Jaar                                  | Ronde                                 | Wed.                                  | W                                     | G                                     | V                                     | DV                                    | DT                                    |                                       |
| ------------------------------------- | ------------------------------------- | ------------------------------------- | ------------------------------------- | ------------------------------------- | ------------------------------------- | ------------------------------------- | ------------------------------------- | ------------------------------------- |
| 1930–1974                             | Bij Frankrijk                         | Bij Frankrijk                         | Bij Frankrijk                         | Bij Frankrijk                         | Bij Frankrijk                         | Bij Frankrijk                         | Bij Frankrijk                         | Bij Frankrijk                         |
| 1978–1998                             | Geen deelname                         | Geen deelname                         | Geen deelname                         | Geen deelname                         | Geen deelname                         | Geen deelname                         | Geen deelname                         | Geen deelname                         |
| 2002                                  | Niet gekwalificeerd                   | Niet gekwalificeerd                   | Niet gekwalificeerd                   | Niet gekwalificeerd                   | Niet gekwalificeerd                   | Niet gekwalificeerd                   | Niet gekwalificeerd                   | Niet gekwalificeerd                   |
| 2006                                  | Geen deelname                         | Geen deelname                         | Geen deelname                         | Geen deelname                         | Geen deelname                         | Geen deelname                         | Geen deelname                         | Geen deelname                         |
| 2010                                  | Niet gekwalificeerd                   | Niet gekwalificeerd                   | Niet gekwalificeerd                   | Niet gekwalificeerd                   | Niet gekwalificeerd                   | Niet gekwalificeerd                   | Niet gekwalificeerd                   | Niet gekwalificeerd                   |
| 2014                                  | Niet gekwalificeerd                   | Niet gekwalificeerd                   | Niet gekwalificeerd                   | Niet gekwalificeerd                   | Niet gekwalificeerd                   | Niet gekwalificeerd                   | Niet gekwalificeerd                   | Niet gekwalificeerd                   |
| 2018                                  | Niet gekwalificeerd                   | Niet gekwalificeerd                   | Niet gekwalificeerd                   | Niet gekwalificeerd                   | Niet gekwalificeerd                   | Niet gekwalificeerd                   | Niet gekwalificeerd                   | Niet gekwalificeerd                   |
| 2022                                  | Niet gekwalificeerd                   | Niet gekwalificeerd                   | Niet gekwalificeerd                   | Niet gekwalificeerd                   | Niet gekwalificeerd                   | Niet gekwalificeerd                   | Niet gekwalificeerd                   | Niet gekwalificeerd                   |
| 2026                                  | kwalificatie                          | kwalificatie                          | kwalificatie                          | kwalificatie                          | kwalificatie                          | kwalificatie                          | kwalificatie                          | kwalificatie                          |

### Afrika Cup
| Afrika Cup overzicht | Afrika Cup overzicht | Afrika Cup overzicht | Afrika Cup overzicht | Afrika Cup overzicht | Afrika Cup overzicht | Afrika Cup overzicht | Afrika Cup overzicht | Afrika Cup overzicht |
| Jaar                 | Ronde                | Wed.                 | W                    | G                    | V                    | DV                   | DT                   |                      |
| -------------------- | -------------------- | -------------------- | -------------------- | -------------------- | -------------------- | -------------------- | -------------------- | -------------------- |
| 1957– 1976           | Bij Frankrijk        | Bij Frankrijk        | Bij Frankrijk        | Bij Frankrijk        | Bij Frankrijk        | Bij Frankrijk        | Bij Frankrijk        | Bij Frankrijk        |
| 1978–1998            | Geen deelname        | Geen deelname        | Geen deelname        | Geen deelname        | Geen deelname        | Geen deelname        | Geen deelname        | Geen deelname        |
| 2000                 | Niet gekwalificeerd  | Niet gekwalificeerd  | Niet gekwalificeerd  | Niet gekwalificeerd  | Niet gekwalificeerd  | Niet gekwalificeerd  | Niet gekwalificeerd  | Niet gekwalificeerd  |
| 2002                 | Niet gekwalificeerd  | Niet gekwalificeerd  | Niet gekwalificeerd  | Niet gekwalificeerd  | Niet gekwalificeerd  | Niet gekwalificeerd  | Niet gekwalificeerd  | Niet gekwalificeerd  |
| 2004                 | Teruggetrokken       | Teruggetrokken       | Teruggetrokken       | Teruggetrokken       | Teruggetrokken       | Teruggetrokken       | Teruggetrokken       | Teruggetrokken       |
| 2006                 | Geen deelname        | Geen deelname        | Geen deelname        | Geen deelname        | Geen deelname        | Geen deelname        | Geen deelname        | Geen deelname        |
| 2008                 | Teruggetrokken       | Teruggetrokken       | Teruggetrokken       | Teruggetrokken       | Teruggetrokken       | Teruggetrokken       | Teruggetrokken       | Teruggetrokken       |
| 2010                 | Niet gekwalificeerd  | Niet gekwalificeerd  | Niet gekwalificeerd  | Niet gekwalificeerd  | Niet gekwalificeerd  | Niet gekwalificeerd  | Niet gekwalificeerd  | Niet gekwalificeerd  |
| 2012–2015            | Geen deelname        | Geen deelname        | Geen deelname        | Geen deelname        | Geen deelname        | Geen deelname        | Geen deelname        | Geen deelname        |
| 2017                 | Niet gekwalificeerd  | Niet gekwalificeerd  | Niet gekwalificeerd  | Niet gekwalificeerd  | Niet gekwalificeerd  | Niet gekwalificeerd  | Niet gekwalificeerd  | Niet gekwalificeerd  |
| 2019                 | Niet gekwalificeerd  | Niet gekwalificeerd  | Niet gekwalificeerd  | Niet gekwalificeerd  | Niet gekwalificeerd  | Niet gekwalificeerd  | Niet gekwalificeerd  | Niet gekwalificeerd  |
| 2021                 | Niet gekwalificeerd  | Niet gekwalificeerd  | Niet gekwalificeerd  | Niet gekwalificeerd  | Niet gekwalificeerd  | Niet gekwalificeerd  | Niet gekwalificeerd  | Niet gekwalificeerd  |
| 2023                 | Niet gekwalificeerd  | Niet gekwalificeerd  | Niet gekwalificeerd  | Niet gekwalificeerd  | Niet gekwalificeerd  | Niet gekwalificeerd  | Niet gekwalificeerd  | Niet gekwalificeerd  |
| 2025                 | Niet gekwalificeerd  | Niet gekwalificeerd  | Niet gekwalificeerd  | Niet gekwalificeerd  | Niet gekwalificeerd  | Niet gekwalificeerd  | Niet gekwalificeerd  | Niet gekwalificeerd  |

### African Championship of Nations
| African Championship of Nations overzicht | African Championship of Nations overzicht             | African Championship of Nations overzicht             | African Championship of Nations overzicht             | African Championship of Nations overzicht             | African Championship of Nations overzicht             | African Championship of Nations overzicht             | African Championship of Nations overzicht             | African Championship of Nations overzicht             |
| Jaar                                      | Ronde                                                 | Wed.                                                  | W                                                     | G                                                     | V                                                     | DV                                                    | DT                                                    |                                                       |
| ----------------------------------------- | ----------------------------------------------------- | ----------------------------------------------------- | ----------------------------------------------------- | ----------------------------------------------------- | ----------------------------------------------------- | ----------------------------------------------------- | ----------------------------------------------------- | ----------------------------------------------------- |
| 2009                                      | Geen deelname                                         | Geen deelname                                         | Geen deelname                                         | Geen deelname                                         | Geen deelname                                         | Geen deelname                                         | Geen deelname                                         | Geen deelname                                         |
| 2011                                      | Niet gekwalificeerd                                   | Niet gekwalificeerd                                   | Niet gekwalificeerd                                   | Niet gekwalificeerd                                   | Niet gekwalificeerd                                   | Niet gekwalificeerd                                   | Niet gekwalificeerd                                   | Niet gekwalificeerd                                   |
| 2014                                      | Geen deelname                                         | Geen deelname                                         | Geen deelname                                         | Geen deelname                                         | Geen deelname                                         | Geen deelname                                         | Geen deelname                                         | Geen deelname                                         |
| 2016                                      | Niet gekwalificeerd                                   | Niet gekwalificeerd                                   | Niet gekwalificeerd                                   | Niet gekwalificeerd                                   | Niet gekwalificeerd                                   | Niet gekwalificeerd                                   | Niet gekwalificeerd                                   | Niet gekwalificeerd                                   |
| 2018                                      | Teruggetrokken                                        | Teruggetrokken                                        | Teruggetrokken                                        | Teruggetrokken                                        | Teruggetrokken                                        | Teruggetrokken                                        | Teruggetrokken                                        | Teruggetrokken                                        |
| 2020                                      | Niet gekwalificeerd (eerder uitgesloten van deelname) | Niet gekwalificeerd (eerder uitgesloten van deelname) | Niet gekwalificeerd (eerder uitgesloten van deelname) | Niet gekwalificeerd (eerder uitgesloten van deelname) | Niet gekwalificeerd (eerder uitgesloten van deelname) | Niet gekwalificeerd (eerder uitgesloten van deelname) | Niet gekwalificeerd (eerder uitgesloten van deelname) | Niet gekwalificeerd (eerder uitgesloten van deelname) |
| 2022                                      | Niet gekwalificeerd                                   | Niet gekwalificeerd                                   | Niet gekwalificeerd                                   | Niet gekwalificeerd                                   | Niet gekwalificeerd                                   | Niet gekwalificeerd                                   | Niet gekwalificeerd                                   | Niet gekwalificeerd                                   |

### CECAFA Cup
| CECAFA Cup overzicht | CECAFA Cup overzicht | CECAFA Cup overzicht | CECAFA Cup overzicht | CECAFA Cup overzicht | CECAFA Cup overzicht | CECAFA Cup overzicht | CECAFA Cup overzicht | CECAFA Cup overzicht |
| Jaar                 | Ronde                | Wed.                 | W                    | G                    | V                    | DV                   | DT                   |                      |
| -------------------- | -------------------- | -------------------- | -------------------- | -------------------- | -------------------- | -------------------- | -------------------- | -------------------- |
| 1973–1976            | Bij Frankrijk        | Bij Frankrijk        | Bij Frankrijk        | Bij Frankrijk        | Bij Frankrijk        | Bij Frankrijk        | Bij Frankrijk        | Bij Frankrijk        |
| 1977–1992            | Geen deelname        | Geen deelname        | Geen deelname        | Geen deelname        | Geen deelname        | Geen deelname        | Geen deelname        | Geen deelname        |
| 1994                 | Groepsfase           | 3                    | 0                    | 0                    | 3                    | 2                    | 9                    |                      |
| 1995–1996            | Geen deelname        | Geen deelname        | Geen deelname        | Geen deelname        | Geen deelname        | Geen deelname        | Geen deelname        | Geen deelname        |
| 1999                 | Groepsfase           | 2                    | 0                    | 0                    | 2                    | 2                    | 6                    |                      |
| 2000                 | Groepsfase           | 4                    | 0                    | 1                    | 3                    | 4                    | 15                   |                      |
| 2001                 | Groepsfase           | 3                    | 0                    | 0                    | 3                    | 3                    | 17                   |                      |
| 2002–2004            | Geen deelname        | Geen deelname        | Geen deelname        | Geen deelname        | Geen deelname        | Geen deelname        | Geen deelname        | Geen deelname        |
| 2005                 | Groepsfase           | 4                    | 0                    | 0                    | 4                    | 2                    | 18                   |                      |
| 2006                 | Groepsfase           | 3                    | 0                    | 0                    | 3                    | 0                    | 10                   |                      |
| 2007                 | Groepsfase           | 3                    | 0                    | 0                    | 3                    | 2                    | 19                   |                      |
| 2008                 | Groepsfase           | 4                    | 0                    | 1                    | 3                    | 2                    | 13                   |                      |
| 2009                 | Groepsfase           | 3                    | 0                    | 0                    | 3                    | 0                    | 13                   |                      |
| 2010                 | Geen deelname        | Geen deelname        | Geen deelname        | Geen deelname        | Geen deelname        | Geen deelname        | Geen deelname        | Geen deelname        |
| 2011                 | Groepsfase           | 3                    | 0                    | 0                    | 3                    | 2                    | 10                   |                      |
| 2012–2013            | Geen deelname        | Geen deelname        | Geen deelname        | Geen deelname        | Geen deelname        | Geen deelname        | Geen deelname        | Geen deelname        |
| 2015                 | Groepsfase           | 3                    | 0                    | 0                    | 3                    | 0                    | 9                    |                      |
| 2017                 | Geen deelname        | Geen deelname        | Geen deelname        | Geen deelname        | Geen deelname        | Geen deelname        | Geen deelname        | Geen deelname        |
| 2019                 | Groepsfase           | 4                    | 1                    | 1                    | 2                    | 3                    | 8                    |                      |

### FIFA Arab Cup
| FIFA Arab Cup overzicht | FIFA Arab Cup overzicht | FIFA Arab Cup overzicht | FIFA Arab Cup overzicht | FIFA Arab Cup overzicht | FIFA Arab Cup overzicht | FIFA Arab Cup overzicht | FIFA Arab Cup overzicht | FIFA Arab Cup overzicht |
| Jaar                    | Ronde                   | Wed.                    | W                       | G                       | V                       | DV                      | DT                      |                         |
| ----------------------- | ----------------------- | ----------------------- | ----------------------- | ----------------------- | ----------------------- | ----------------------- | ----------------------- | ----------------------- |
| 2021                    | Kwalificatieronde       | 1                       | 0                       | 0                       | 1                       | 0                       | 1                       |                         |

## FIFA-wereldranglijst[3]
| 1994 | 1995 | 1996 | 1997 | 1998 | 1999 | 2000 | 2001 | 2002 | 2003 | 2004 | 2005 | 2006 | 2007 | 2008 | 2009 | 2010 | 2011 | 2012 | 2013 | 2014 | 2015 | 2016 | 2017 | 2018 |
| ---- | ---- | ---- | ---- | ---- | ---- | ---- | ---- | ---- | ---- | ---- | ---- | ---- | ---- | ---- | ---- | ---- | ---- | ---- | ---- | ---- | ---- | ---- | ---- | ---- |
| 169  | 177  | 185  | 189  | 191  | 195  | 189  | 193  | 195  | 197  | 201  | 200  | 198  | 173  | 188  | 189  | 191  | 198  | 202  | 204  | 206  | 204  | 205  | 186  | 197  |

FDF · A-internationals · Djiboutiaans vrouwenelftal · Olympisch elftal · 
1990 – 1999 ·
2000 – 2009 ·
2010 – 2019 ·
2020 − 2029
1994 · 
1995 · 
1996 · 
1997 · 
1998 · 
1999 · 
2000 · 
2001 · 
2002 · 
2003 · 
2004 · 
2005 · 
2006 · 
2007 · 
2008 · 
2009 ·
2010 · 
2011 · 
2012 ·
2013 ·
2014 ·
2015 · 
2016 ·
2017 ·
2018 ·
2019 ·
2020 ·
2021 ·
2022 ·
2023 ·
2024
Algerije ·
Burkina Faso ·
Burundi ·
Comoren ·
Congo-Kinshasa ·
Egypte ·
Equatoriaal-Guinea ·
Eritrea ·
Ethiopië ·
Gambia ·
Guinee-Bissau ·
Jemen ·
Kenia ·
Libanon ·
Liberia ·
Malawi ·
Mauritius ·
Namibië ·
Niger ·
Oeganda ·
Pakistan ·
Rwanda ·
Sierra Leone ·
Soedan ·
Somalië ·
Swaziland ·
Tanzania ·
Togo ·
Tunesië ·
Zambia ·
Zimbabwe ·
Zuid-Soedan